# 金荣美
金荣美（韩语： Gim Yeongmi，1991年3月10日—），韩国女子冰壶运动员，2016年亚太锦标赛女子金牌得主、2017年亚洲冬季运动会女子银牌得主、2017年亚太锦标赛女子金牌得主、2018年冬季奥运会女子银牌得主、2022年世界女子锦标赛银牌得主。